# Jinjai repülőtér
A Jinjai repülőtér (IATA: JIN, ICAO: HUJI) egy kis polgári és katonai repülőtér Ugandában, Jinja városának közelében. Az ország legnagyobb repülőterétől, az Entebbei nemzetközi repülőtértől mintegy 94 kilométerre keletre található.
Jinja repülőtere egyike annak a tizenkét repülőtérnek, amelyeket az Ugandai Polgári Légiközlekedési Hatóság kezel.

## Fordítás
Ez a szócikk részben vagy egészben  a   Jinja Airport című angol Wikipédia-szócikk ezen változatának fordításán alapul.  Az eredeti cikk szerkesztőit annak laptörténete sorolja fel. Ez a jelzés csupán a megfogalmazás eredetét és a szerzői jogokat jelzi, nem szolgál a cikkben szereplő információk forrásmegjelöléseként.